# Campionato austriaco di pallamano maschile
Il campionato austriaco di pallamano maschile è l'insieme dei tornei istituiti ed organizzati dalla Österreichischer Handballbund, la federazione austriaca di pallamano.

La prima stagione si disputò nel 1961; dall'origine a tutto il 2020 si sono tenute 60 edizioni del torneo.

La squadra che vanta il maggior numero di campionati vinti è il Bregenz Handball con 9 titoli (l'ultimo nel 2010); l'attuale squadra campione in carica è il HC Linz AG.

## Organizzazione del campionato

### Struttura
Quella che segue è una sintetica struttura dei primi 3 livelli del campionato.
| Livello | Campionato                       | Campionato                       | Campionato                       | Campionato                       | Campionato                       | Campionato                       | Campionato                       | Campionato                       |
| 1       | Handball Liga Austria 12 squadre | Handball Liga Austria 12 squadre | Handball Liga Austria 12 squadre | Handball Liga Austria 12 squadre | Handball Liga Austria 12 squadre | Handball Liga Austria 12 squadre | Handball Liga Austria 12 squadre | Handball Liga Austria 12 squadre |
| 2       | Bundesliga 10 squadre            | Bundesliga 10 squadre            | Bundesliga 10 squadre            | Bundesliga 10 squadre            | Bundesliga 10 squadre            | Bundesliga 10 squadre            | Bundesliga 10 squadre            | Bundesliga 10 squadre            |
| 3       | Regionalliga - Est 5 squadre     | Regionalliga - Est 5 squadre     | Regionalliga - Est 5 squadre     | Regionalliga - Est 5 squadre     | Regionalliga - Ovest 4 squadre   | Regionalliga - Ovest 4 squadre   | Regionalliga - Ovest 4 squadre   | Regionalliga - Ovest 4 squadre   |

### Handball Liga
L'Handball Liga è il massimo campionato maschile e si svolge tra 10 squadre.

Si compone di una stagione regolare in cui i club si affrontano in un girone all'italiana con partite di andata e ritorno.

Le squadre classificate dal 1º al 4º posto in classifica disputano i play off per il titolo

La squadra 1ª classificata al termine dei play-off è proclamata campione d'Austria.

La squadra classificata al 10º posto in classifica retrocede in seconda divisione nella stagione successiva.

### Squadre partecipanti stagione 2021-2022
- Alpla Hard
- Bregenz
- Fivers
- Tirol
- Linz AG
- HSG Bärnbach-Köflach
- Krems
- Ferlach
- HSG Graz
- West-Wien
- HC Bruck
- Vöslauer

## Albo d'oro
| Edizione | Vincitore          |
| -------- | ------------------ |
| 1960-61  | ATSV Linz          |
| 1961-62  | Atzgersdorf        |
| 1962-63  | Rapid              |
| 1963-64  | Rapid              |
| 1964-65  | Rapid              |
| 1965-66  | West-Wien          |
| 1966-67  | Rapid              |
| 1967-68  | UHC Salisburgo     |
| 1968-69  | UHC Salisburgo     |
| 1969-70  | Edelweiss Linz     |
| 1970-71  | Salisburgo AK 1914 |
| 1971-72  | UHC Salisburgo     |
| 1972-73  | Krems              |
| 1973-74  | Bärnbach-Köflach   |
| 1974-75  | Krems              |
| 1975-76  | Bärnbach-Köflach   |
| 1976-77  | Krems              |
| 1977-78  | ASKÖ Linz          |
| 1978-79  | ASKÖ Linz          |
| 1979-80  | ASKÖ Linz          |
| 1980-81  | ASKÖ Linz          |
| 1981-82  | Barnbach-Köflach   |
| 1982-83  | ATSE Graz          |
| 1983-84  | ATSE Graz          |
| 1984-85  | ATSE Graz          |

| Edizione | Vincitore        |
| -------- | ---------------- |
| 1985-86  | UHC Stockerau    |
| 1986-87  | ATSE Graz        |
| 1987-88  | ATSE Graz        |
| 1988-89  | West-Wien        |
| 1989-90  | ATSE Graz        |
| 1990-91  | West-Wien        |
| 1991-92  | West-Wien        |
| 1992-93  | West-Wien        |
| 1993-94  | ASKÖ Linz        |
| 1994-95  | ASKÖ Linz        |
| 1995-96  | ASKÖ Linz        |
| 1996-97  | HC Bruck         |
| 1997-98  | HC Bruck         |
| 1998-99  | Barnbach-Köflach |
| 1999-00  | Barnbach-Köflach |
| 2001-02  | Bregenz          |
| 2001-02  | Bregenz          |
| 2002-03  | Alpla Hard       |
| 2003-04  | Bregenz          |
| 2004-05  | Bregenz          |
| 2005-06  | Bregenz          |
| 2006-07  | Bregenz          |
| 2007-08  | Bregenz          |
| 2008-09  | Bregenz          |
| 2009-10  | Bregenz          |

| Edizione | Vincitore     |
| -------- | ------------- |
| 2010-11  | Fivers        |
| 2011-12  | Alpla Hard    |
| 2012-13  | Alpla Hard    |
| 2013-14  | Alpla Hard    |
| 2014-15  | Alpla Hard    |
| 2015-16  | Fivers        |
| 2016-17  | Alpla Hard    |
| 2017-18  | Fivers        |
| 2018-19  | Krems         |
| 2019-20  | non assegnato |
| 2020-21  | Alpla Hard    |
| 2021-22  | Krems         |
| 2022-23  | West-Wien     |
| 2023-24  | Linz AG       |
| 2024-25  | Krems         |

## Riepilogo vittorie per club
| Numero | Club               | Anni                                                                            |
| ------ | ------------------ | ------------------------------------------------------------------------------- |
| 9      | Bregenz            | 2000-01, 2001-02, 2003-04, 2004-05, 2005-06, 2006-07, 2007-08, 2008-09, 2009-10 |
| 8      | ASKÖ Linz/ Linz AG | 1977-78, 1978-79, 1979-80, 1980-81, 1993-94, 1994-95, 1995-96, 2023-24          |
| 7      | Alpla Hard         | 2002-03, 2011-12, 2012-13, 2013-14, 2014-15, 2016-17, 2020-21                   |
| 6      | Krems              | 1972-73, 1974-75, 1976-77, 2018-19, 2021-22, 2024-25                            |
| 6      | West-Wien          | 1965-66, 1988-89, 1990-91, 1991-92, 1992-93, 2022-23                            |
| 6      | ATSE Graz          | 1982-83, 1983-84, 1984-85, 1986-87, 1987-88, 1989-90                            |
| 4      | Rapid              | 1962-63, 1963-64, 1964-65, 1966-67                                              |
| 3      | Fivers             | 2010-11, 2015-16, 2016-17                                                       |
| 3      | Barnbach-Köflach   | 1981-82, 1998-99, 1999-00                                                       |
| 3      | UHC Salisburgo     | 1967-68, 1968-69, 1971-72                                                       |
| 2      | HC Bruck           | 1996-97, 1997-98                                                                |
| 2      | Bärnbach-Köflach   | 1973-74, 1975-76                                                                |
| 1      | UHC Stockerau      | 1985-86                                                                         |
| 1      | Salisburgo AK 1914 | 1970-71                                                                         |
| 1      | Edelweiss Linz     | 1969-70                                                                         |
| 1      | Atzgersdorf        | 1961-62                                                                         |
| 1      | ATSV Linz          | 1960-61                                                                         |